# Внутрішнє місто (Грац)
Внутрішнє місто (нім. вимова: [ˈɪnəʀə ʃtat] ( прослухати)) — 1-й округ австрійського міста Грац, столиці федеральної землі Штирія. Це частина Старого міста (німецькою: Altstadt), яка складається із замку Шлоссберг та міського парку (Stadtpark). Межі району утворюють річка Мура між Радецкібрюкке та Кеплербрюкке, вулиці: Вікенбурггассе, Гласіс, Якомініплац та Радецкіштрассе.
У 1999 році Старе місто було оголошено ЮНЕСКО об'єктом Світової спадщини.

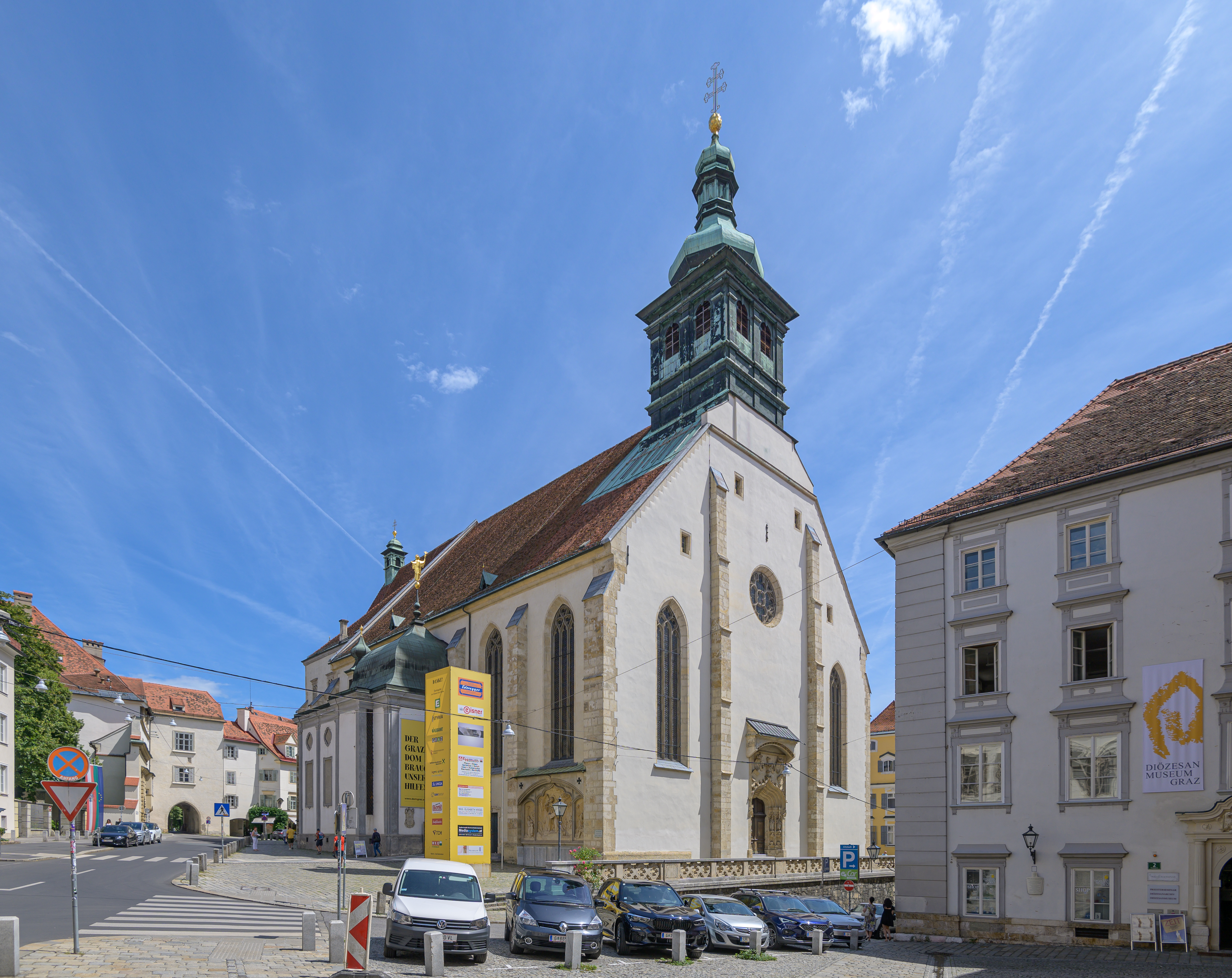
Кафедральний собор Граца

## Історія
Здебільшого історія Внутрішнього міста — це історія Граца.

## Пам'ятки

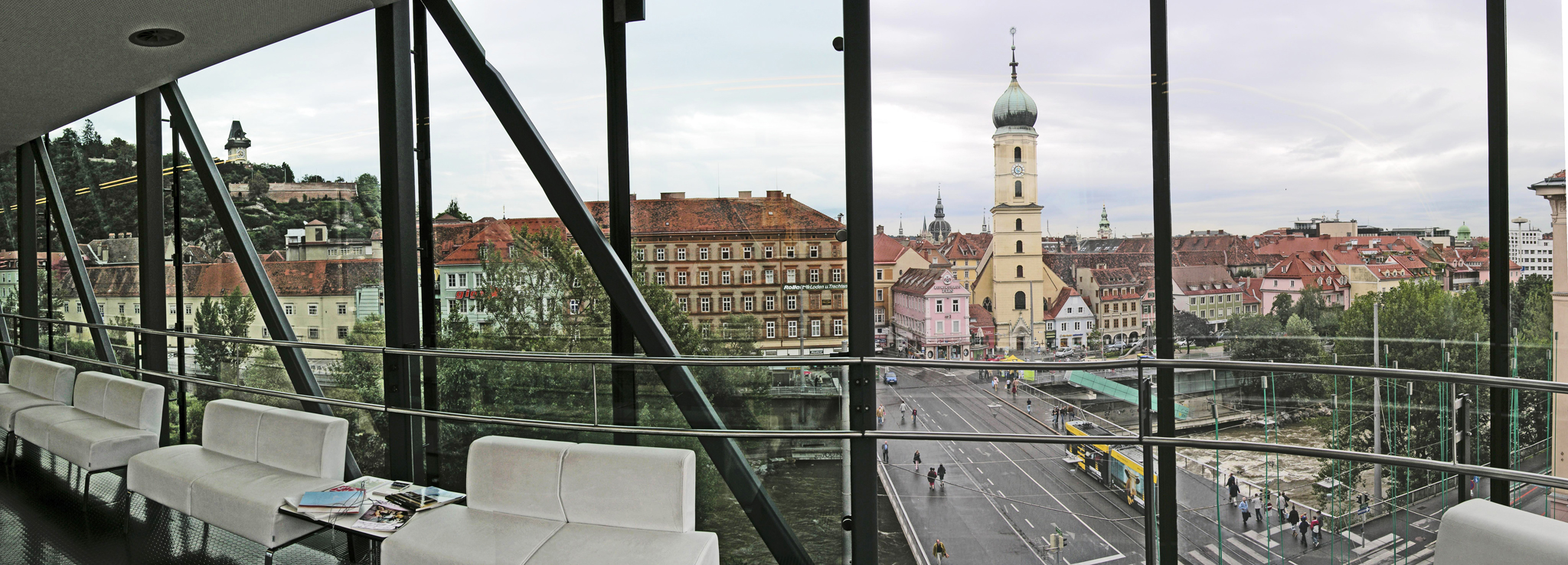
Вид на об'єкт Світової спадщини з Кунстхаусу: Шлосберг ліворуч, Старе місто з Францисканеркірхе праворуч

- Антоніускірхе
- Бург
- Дойчріттерорденсхаус
- Дом і Мавзолей
- Драйфальтигкайтскірхе
- Францисканеркірхе
- Глокеншпільплац
- Гауптплац
- Герренгассе
- Ландхаус
- Ландесцогхаус
- Мурінсель
- Оперний театр
- Ратхаус
- Сакштрасе
- Шаушпільхаус
- Шлосберг
- Споргассе
- Штадтпарк
- Штадтпфаркірхe
- Універсальний музей Йоаннеум